# 劉弘基

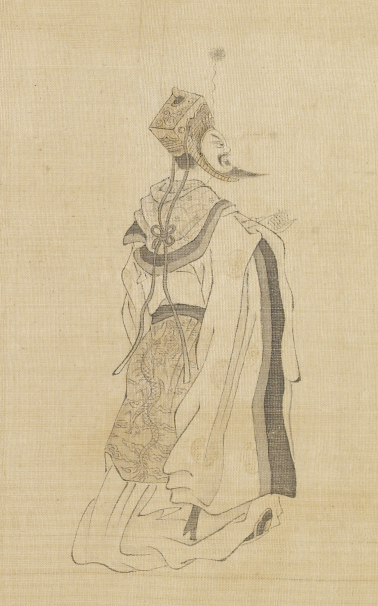
劉弘基

劉 弘基（りゅう こうき、582年 - 650年）は、中国の唐の軍人。本貫は雍州池陽県（現在の陝西省咸陽市涇陽県）、原籍は徐州彭城郡彭城県（現在の江蘇省徐州市）。唐の凌煙閣二十四功臣のひとりに挙げられた。

## 経歴
隋の河州刺史劉升の子として生まれた。弘基は若いころから素行が悪く、侠客と交友して家のことをかえりみなかった。父の蔭官により右勲侍に任ぜられた。大業末年、高句麗遠征（隋の高句麗遠征）を忌避して、部隊の者と牛を屠殺し、官吏を批判して捕縛された。一年あまり後、釈放されると馬泥棒として自活した。のちに太原にやってきて、唐国公李淵に仕えた。李世民に見出されて、信任されるようになった。
大業13年（617年）、李淵の起兵にあたって、弘基は兵士を募り、二千人を集めた。王威・高君雅らに変を疑われると、弘基と長孫順徳は李淵をうながして王威らを捕らえさせた。起兵後は西河を攻め下し、宋老生を撃破し、功績により右光禄大夫に任ぜられた。唐軍が蒲州に到着すると、先陣を切って黄河を渡り、馮翊を落とした。渭北道大使となり、殷開山を補佐した。扶風郡をめぐって、渭水を渡り、長安故城にいたった。隋将の衛文昇の攻撃に対して逆襲し、勝利した。長安が平定されると、功績第一として、右驍衛大将軍に任ぜられた。唐軍が薛挙を攻撃して浅水原で戦ったとき、八総管の軍はみな潰滅したが、ただ弘基の軍は残存していた。しかし矢が尽き、薛挙に捕らえられた。
武徳元年（618年）、薛仁杲が唐に平定されると、弘基は帰国して、もとの官に復帰した。武徳2年（619年）、劉武周が太原を攻撃したとき、弘基は平陽に駐屯していたが、また捕らえられた。自力で脱出して帰還し、左一総管に任ぜられた。武徳3年（620年）、秦王李世民に従って柏壁に駐屯し、精鋭2000を率いて隰州から西河に向かって、劉武周の帰路をさえぎって勇戦した。宋金剛を破り、任国公に封ぜられた。武徳5年（622年）、劉黒闥に対する征戦に従軍し、帰還すると、井鉞将軍に任ぜられた。突厥に対する防備のため、一万人を率いて寧州の北東は子午嶺から、西は臨涇にいたる線を守った。貞観元年（627年）、李孝常らと交友があったため、謀反の罪に連座して、庶民に落とされた。一年あまり後に復帰して易州刺史となり、爵位を回復し、召還されて衛尉卿に任ぜられた。
貞観9年（635年）、夔国公に改封された。老年のため骸骨を乞うと、輔国大将軍に任ぜられた。太宗（李世民）が高句麗遠征（唐の高句麗出兵）の軍を発すると、前軍大総管に任ぜられ、駐蹕山に戦った。
永徽元年（650年）、千百戸まで加封され、まもなく世を去った。享年は69。開府儀同三司・并州都督の位を追贈され、襄と諡され、昭陵に陪葬された。
子の劉仁実が後を継いだ。

## 伝記資料
- 『旧唐書』巻58 列伝第8「劉弘基伝」
- 『新唐書』巻90 列伝第15「劉弘基伝」